# 白银南站
白银南站位于中华人民共和国甘肃省白银市白银区高新技术产业园区南侧，是银兰高速铁路上的一座车站，中心里程为银兰高铁K372+537，2022年12月29日随银兰高速铁路中兰段开通而投入使用，由中国铁路兰州局集团管辖。白银南站建筑面积9999.73平方米，最高聚集人数为1500人，集散广场占地面积46621平方米，站场规模为3台7线。

## 建设历程
- 2018年11月22日，中兰客专（甘肃段）4标白银南站站场正式开工。
- 2021年7月20日，中兰客专（甘肃段）白银南站站房主体结构顺利封顶。
- 2022年3月4日，中兰客专项目名称确定为银兰高铁，中卫南至树屏段简称银兰高铁中兰段。
- 2022年12月29日，随着银兰高铁建成通车投运。[3]

## 车站结构
白银南站站房采用线侧下式站型，站房主体为地上二层结构，中间为候车大厅，两侧分别为出站口和售票厅。白银南站顶部铺设了5500平方米铝镁锰合金板金属屋面，该材质强度大、耐腐蚀，能有效应对当地风沙天气。玻璃幕墙选用超白钢化中空玻璃，透光率高出普通采光玻璃的10%以上，满足站内采光需求的同时更显大气通透。白银南站二站台拥有中国最长的铁路客站装配式混凝土雨棚，总长213.8米，横向跨度12米。
白银南站售票厅内设有综合服务中心，共有3个人工售票窗口和1个公安制证窗口。售票厅内另设有3个自动售票机。候车大厅内设有8个自助验票通道和1个人工验票通道。
车站设侧式站台1座，岛式站台2座，到发线7条（含正线2条），有效长度为650m，中卫端设维修工区，维修车间和动车存车场各一处。

## 交通换乘
白银南站公交枢纽位于高铁站房西侧，到发白银城区至白银高铁南站定制公交，发班时间随列车运行时刻调整，采取一票制，票价2元。公交线路为：白银城乡调度中心----公园路----白榆公路----白银南站。
白银南站长途客运站位于高铁站房东侧，可供旅客换乘长途汽车。